# Manuel Flores Sánchez
Manolo Flores Sánchez (Mèrida, 23 de juliol de 1951) ha estat un destacat jugador de bàsquet espanyol de les dècades dels 70 i 80.

## Història
Es va iniciar en el món del bàsquet a Catalunya, on es traslladà a viure de ben petit. Considerat un dels millors jugadors espanyols dels anys 70. Jugava d'aler i destacava per la seva rapidesa al contra-atac, bon tir exterior i per la seva gran personalitat a la pista.
Sempre en clubs catalans, s'inicià al CB L'Hospitalet el 1967, RCD Espanyol i finalment al FC Barcelona, on, durant 14 temporades, demostrà la seva qualitat, arribant a ser capità durant la segona meitat dels anys 70 fins a la seva retirada, en finalitzar la temporada 1983-1984. Va jugar 128 partits oficials amb la selecció espanyola de bàsquet (entre 1972 i 1981) amb la qual guanyà la medalla de plata al Campionat d'Europa de Barcelona de 1973 i un cop amb la selecció europea.
Un cop abandonà el bàsquet com a jugador va iniciar la seva carrera d'entrenador, que l'ha dut a dirigir al primer equip del FC Barcelona en diverses ocasions i on aconseguí la Recopa d'Europa i el Mundial de Clubs. Posteriorment ha dirigit a altres conjunts com el Càceres CB, amb el qual va arribar a ser subcampió de la Copa del Rei. Actualment forma part de l'organigrama tècnic del Futbol Club Barcelona.

## Trajectòria esportiva

### Com a jugador
- CB L'Hospitalet: 1967-1968
- RCD Espanyol: 1968-1970
- FC Barcelona: 1970-1983

### Com a entrenador
- FC Barcelona: 1983-1992 (segon entrenador, encara que fou primer entrenador el 1985 i 1991-92)
- Club Bàsquet Cornellà: 1992-1993
- Càceres CB: 1993-1997
- Recreativos Orenes Murcia: 1998-2000
- FC Barcelona: 2004-2005

## Palmarès

### Com a jugador
- 2 Lligues espanyoles: (1980-81 i 1982-83)
- 6 Copes del Rei: (1977-78, 1978-79, 1979-80, 1980-81, 1981-82 i 1982-83)
- Campió d'Espanya de Segona Divisió: (1969-70)
- Medalla de Plata a l'Europeu de Barcelona de 1973
- A més fou subcampió de la copa Korac el 1974-75

### Com a entrenador
- 1 Recopa d'Europa: (1984-85)
- 1 Mundial de Clubs: (1984-85)
- Campió de Primera Divisió: (1992-93)